# La octava torre
La octava torre. La fuerza cósmica detrás de todos los fenómenos religiosos, ocultos y ovni, o Sobre ultraterrestres y el superespectro (en el original en inglés The Eighth Tower: The Cosmic Force Behind All Religious, Occult, and UFO Phenomenon; posteriormente The Eighth Tower: On Ultraterrestrials and the Superspectrum) es una obra sobre ufología publicada en 1975 por el investigador forteano, escritor y periodista John Keel.

## Contenido
¿Habría una sola fuerza inteligente detrás de todos los fenómenos religiosos, ocultos y ovni?
Extrañas manifestaciones han perseguido a los humanos desde tiempos prehistóricos. Rayos de luz, voces de los cielos, la "pequeña gente", dioses y demonios, fantasmas y monstruos, y ovnis han tenido un lugar prominente en nuestra historia y leyendas. En este oscuro trabajo, John Keel explora estos fenómenos, y al hacerlo revela la impactante verdad sobre nuestra posición actual y destino futuro en el esquema cósmico de las cosas.
¿Somos peones en un juego celestial?
En Oriente se cuenta una historia sobre las siete torres. Estas ciudadelas, bien escondidas de la humanidad, estarían ocupadas por grupos de satanistas que salmodiarían el mundo con el fin de arruinarlo. Tal vez esto sea solo una historia; quizás haya algo de verdad detrás. Pero, ¿y si hubiera otra torre, una torre que no fuera buena o mala, sino de poder infinito? ¿Y si todos nuestros destinos estuvieran controlados por esta fuerza cósmica para sus propios propósitos misteriosos? ¿Y si los ovnis y otras manifestaciones paranormales fueran simplemente herramientas que se utilizarían para manipularnos y guiarnos hacia el papel cósmico que estaríamos destinados a jugar? Tal vez, después de todo, no seamos seres independientes, sino las creaciones y los esclavos de la octava torre.

## Edición en castellano
- John Keel (2021). La octava torre. Traducción Mar Vega, ilustración Óscar Bometón. Editorial Reediciones Anómalas. ISBN 978-84-09-31915-2.

- Datos: Q55806879
- Multimedia: The Eighth Tower / Q55806879